# SALVAGE YOU
『SALVAGE YOU』（サルベージ・ユー）は、cinema staffの通算4枚目、メジャー1枚目のミニアルバム。2012年9月5日、ポニーキャニオンよりリリースされた。

## 概要
前作「cinema staff」から約1年3ヶ月ぶりのリリース。また、ミニアルバムとしては、「Blue,under the imagination」から約2年2ヶ月ぶりのリリースである。
本作に収録されている楽曲は、全て「into the green」の制作と同時期に制作された楽曲であり、このアルバムは「into the green」と連動性を持っていると、作詞担当の三島はコメントしてる。また、制作に苦しんでいる中、楽曲の歌詞が書かれていったので、メンバーは「歌詞が暗い」とコメントしており、三島は「何回も推敲を重ねた」と話している。この「SALVAGE YOU」というタイトルの由来は、「SALVAGE」という仮タイトルの楽曲からきており、「音楽によって救いたい、助けたいという想いからこのタイトルを付けた」と三島はコメントしてる。
また、本作の試聴会が、同年9月3日に、東京都内の映画館にて行われ、Ustreamで全世界へ同時生中継された。

## 収録曲
（全作詞：三島想平、作曲・編曲：cinema staff）
1. 奇跡 [4:41]
今作のリード曲。MVが制作されている。
「奇跡」というタイトルで、「奇跡はいらない」というフレーズを書くのが三島らしいと、久野はコメントしている[4]。
2. WARP [4:19]
3. さよなら、メルツ [3:37]
4. her method [3:08]
5. warszawa [4:11]
6. 小説家 [3:33]
楽曲のオケは、2枚目のミニアルバム「Symmetoronica」の頃から出来ていたという[4]。
7. salvage me [5:35]